# آلة إلى آلة

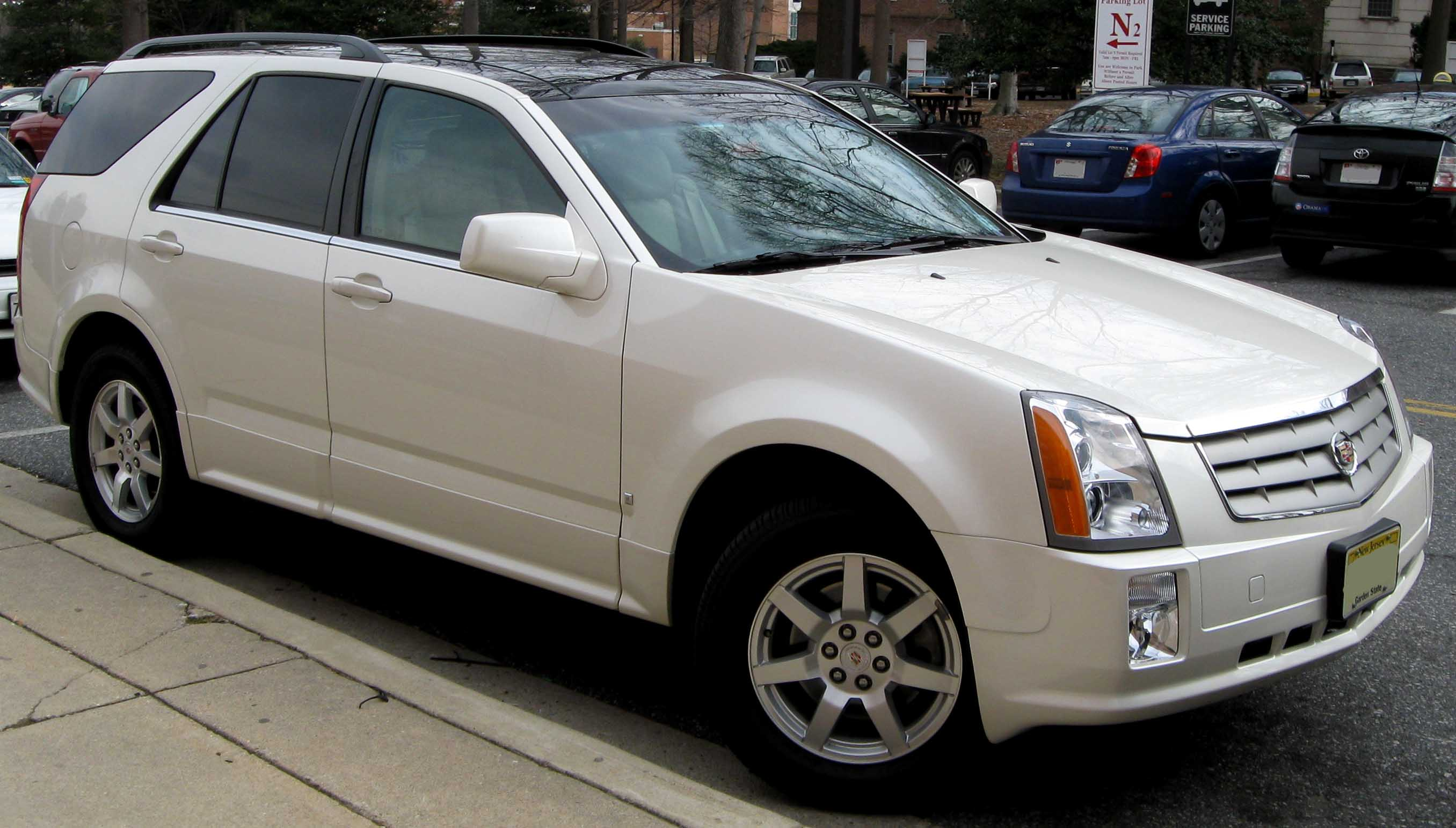

آلة إلى آلة (بالإنجليزية: Machine to Machine؛ وتختصر M2M) هو مصطلح يشير إلى التقنيات التي تتيح لكل من النظم السلكية واللاسكلية الاتصال بأنظمة أخرى لها نفس القدرة. تقنية الآلة إلى آلة تستخدم جهازًا (مثل مستشعر أو جهاز قياس) لالتقاط حدث (مثل درجة الحرارة، أو مستوى مستودع، إلى آخره)، ثم ينقله عبر شبكة (سلكية، أو لاسكلية أو مهجنة) إلى تطبيق (برمجي)، يترجم الحدث الملتقط إلى معلومات ذات معنى (على سبيل المثال، المواد التي ينبغي إعادة تخزينها). هذا النوع من الاتصالات أجري في الأصل في وجود شبكة بعيدة من الآلات التي توصل المعلومات إلى مركز للتحليل، والتي بعد ذلك تُحول إلى نظام مثل حاسوب شخصي.
اتصالات الآلة إلى آلة الحديثة توسعت إلى ما وراء اتصالات أحادية الأطراف، وتحولت إلى نظام من الشبكات التي تنقل البيانات إلى تطبيقات شخصية. توسع الشبكات اللاسلكية حول العالم سهَّل إجراء اتصالات الآلة إلى آلة، وقلل أيضًا الطاقة والزمن اللازمين لتبادل المعلومات بين الآلات. وهذه الشبكات أتاحت أيضًا العديد من فرص الأعمال الجديدة والاتصالات بين العملاء والمنتجين في إطار المنتجات التي تباع.
في السنوات الأخيرة، أصبحت خدمة الرسائل القصيرة تقنية مهمة على نحو متزايد لاتصالات الآلة إلى آلة، توفر النظام العالمي للاتصالات الجوالة في كل مكان والرخص النسبي لخدمات الرسائل القصيرة عاملان ميزا خدمة الرسائل القصيرة. إلا أن مخاوف تحوم حول موثوقية خدمات الرسائل القصيرة بصفتها قناة لاتصالات الآلة إلى آلة، ظهور بوابات خدمات الرسائل القصيرة المتصلة بنظام الإشارة رقم 7 (SS7)، والتي يمكنها تقديم المزيد من الموثوقية والقدرة على تأكيد الاستلام، هدأ الكثير من هذه المخاوف.
آلة إلى آلة (بالإنجليزية: Machine to machine)‏ (M2M) هي اتصال مباشر بين الأجهزة باستخدام أي قناة اتصالات، بما في ذلك السلكية واللاسلكية. يمكن أن يشمل الاتصال من آلة إلى آلة أجهزة صناعية، مما يمكّن جهاز استشعار أو جهاز قياس من توصيل المعلومات التي يسجلها (مثل درجة الحرارة ومستوى المخزون وما إلى ذلك) إلى برنامج التطبيق الذي يمكنه استخدامه (على سبيل المثال، تعديل عملية صناعية بناءً على درجة الحرارة أو وضع أوامر لتجديد المخزون). تم تحقيق هذا الاتصال في الأصل من خلال وجود شبكة بعيدة من الآلات تقوم بترحيل المعلومات مرة أخرى إلى محور مركزي للتحليل، والذي سيتم بعد ذلك إعادة توجيهه إلى نظام مثل الحاسوب الشخصي.
تم تغيير الاتصال الأحدث من آلة إلى آلة إلى نظام شبكات ينقل البيانات إلى الأجهزة الشخصية. أدى توسع شبكات IP حول العالم إلى جعل الاتصال بين الآلة والآلة أسرع وأسهل مع استخدام طاقة أقل. تتيح هذه الشبكات أيضًا فرصًا تجارية جديدة للمستهلكين والموردين.

## المبادرات المفتوحة
- إكلبس مجموعة عمل صناعة آلة إلى آلة (بروتوكولات وأدوات وأطر اتصال مفتوحة)، مظلة لمشاريع مختلفة بما في ذلك Koneki وEclipse SCADA.
- ITU-T مجموعة التركيز M2M (مبادرة توحيد عالمية لطبقة خدمة M2M مشتركة).
- تدرس 3GPP جوانب الأمان لأجهزة (M2M)، ولا سيما التنشيط التلقائي لبطاقة SIM الذي يغطي التزويد عن بُعد وتغيير الاشتراك.
- Weightless - مجموعة قياسية تركز على استخدام «المساحة البيضاء» في التلفزيون لـ M2M.
- بروتوكول XMPP (Jabber).
- إم كيو تي تي الواحة - مجموعة معايير تعمل على نشر خفيف الوزن/الاشتراك في بروتوكول نقل رسائل موثوق به مناسب للاتصال في سياقات M2M/IoT.
- بروتوكول Open Mobile Alliance (OMA_LWM2M).
- RPMA (Ingenu).
- Industrial Internet Consortium.